# Monolith Soft
Cet article concerne la société japonaise. Pour le studio de jeu vidéo américain, voir Monolith Productions.
Monolith Soft (株式会社モノリスソフト) est une entreprise japonaise de développement de jeu vidéo créée en octobre 1999 et filiale de Nintendo depuis avril 2007. Elle a développé des jeux sur différentes plates-formes telles que la GameCube, la PlayStation 2, la Wii, la Nintendo DS, la Wii U, la Nintendo Switch ainsi que sur des téléphones portables. Elle compte aujourd'hui quatre studios de développement, pour 272 employés.

## Historique
La société a été créée en 1999 par Hirohide Sugiura après qu'il a quitté Square Co. et accepté la proposition de Namco. Au 6 mai 2007, Nintendo possède la majeure partie des intérêts de la compagnie après que Namco Bandai lui a vendu 80 % des investissements de Monolith Soft sur les 96 % qu'elle possédait. Cela a pris effet à partir du 1er mai 2007 .
Monolith Soft est souvent associé à la série de jeux vidéo de rôle Xenosaga sur PlayStation 2. Plusieurs employés de la société sont des anciens membres de Square Co., qui ont été transférés dans la nouvelle compagnie après la sortie de Chrono Cross. Ils avaient précédemment été impliqués dans le développement de Xenogears, duquel Xenosaga est un dérivé.
En avril 2007, Nintendo devient le nouvel actionnaire majoritaire de Monolith Soft, qui commence alors le développement de la série Xenoblade Chronicles.
En septembre 2012, lors du Nintendo Direct consacré à la Wii U, Satoru Iwata, président de Nintendo, confirme que le studio travaille bel et bien sur un jeu destiné à cette plate-forme sans en dire plus. Dans le Nintendo Direct de janvier 2013, Iwata montre des images de ce jeu sans préciser ni son titre, ni sa date de sortie. La vidéo promotionnelle montre que le jeu en question sera un nouveau titre dans la lignée des Xeno, dont le gameplay se rapproche de celui introduit par Xenoblade en y incorporant notamment l'utilisation de Skells, gigantesques armures mobiles.
En décembre 2024, Nintendo a acquis les dernières parts du studio.

## Jeux
| Année | Titre                                                | Plate(s)-forme(s) | Éditeur(s)                                        |
| ----- | ---------------------------------------------------- | ----------------- | ------------------------------------------------- |
| 2002  | Xenosaga Episode I                                   | PlayStation 2     | Namco                                             |
| 2003  | Baten Kaitos : Les Ailes éternelles et l'Océan perdu | GameCube          | Namco                                             |
| 2004  | Xenosaga Freaks                                      | PlayStation 2     | Namco                                             |
| 2004  | Xenosaga Episode II                                  | PlayStation 2     | Namco (JP/AN) Sony Interactive Entertainment (EU) |
| 2004  | Xenosaga: Pied Piper                                 | Mobile            | Namco                                             |
| 2005  | Namco x Capcom                                       | PlayStation 2     | Namco                                             |
| 2006  | Baten Kaitos Origins                                 | GameCube          | Nintendo                                          |
| 2006  | Xenosaga: Episode I & II                             | Nintendo DS       | Namco                                             |
| 2006  | Xenosaga Episode III                                 | PlayStation 2     | Namco Bandai Games                                |
| 2008  | Soma Bringer                                         | Nintendo DS       | Nintendo                                          |
| 2008  | Super Robot Wars OG Saga: Endless Frontier           | Nintendo DS       | Namco Bandai Games (JP) Atlus (AN)                |
| 2008  | Disaster: Day of Crisis                              | Wii               | Nintendo                                          |
| 2009  | Dragon Ball Z: Attack of the Saiyans                 | Nintendo DS       | Namco Bandai Games                                |
| 2010  | Super Robot Wars OG Saga: Endless Frontier Exceed    | Nintendo DS       | Namco Bandai Games                                |
| 2010  | Xenoblade Chronicles                                 | Wii               | Nintendo                                          |
| 2012  | Project X Zone                                       | Nintendo 3DS      | Namco Bandai Games                                |
| 2015  | Xenoblade Chronicles X                               | Wii U             | Nintendo                                          |
| 2015  | Project X Zone 2                                     | Nintendo 3DS      | Bandai Namco Entertainment                        |
| 2017  | Xenoblade Chronicles 2                               | Nintendo Switch   | Nintendo                                          |
| 2018  | Xenoblade Chronicles 2: Torna - The Golden Country   | Nintendo Switch   | Nintendo                                          |
| 2020  | Xenoblade Chronicles: Definitive Edition             | Nintendo Switch   | Nintendo                                          |
| 2022  | Xenoblade Chronicles 3                               | Nintendo Switch   | Nintendo                                          |
| 2023  | Xenoblade Chronicles 3: Future Redeemed              | Nintendo Switch   | Nintendo                                          |
| 2025  | Xenoblade Chronicles X: Definitive Edition           | Nintendo Switch   | Nintendo                                          |

### Support
| Année | Titre                                      | Studio(s)      | Plate(s)-forme(s)                       | Éditeur(s)  |
| ----- | ------------------------------------------ | -------------- | --------------------------------------- | ----------- |
| 2006  | Dirge of Cerberus: Final Fantasy VII       | Square Enix    | PlayStation 2                           | Square Enix |
| 2008  | Super Smash Bros. Brawl                    | Sora           | Wii                                     | Nintendo    |
| 2011  | The Legend of Zelda: Skyward Sword         | Nintendo EAD   | Wii                                     | Nintendo    |
| 2012  | Animal Crossing: New Leaf                  | Nintendo EAD   | Nintendo 3DS                            | Nintendo    |
| 2013  | Pikmin 3                                   | Nintendo EAD   | Wii U                                   | Nintendo    |
| 2013  | The Legend of Zelda: A Link Between Worlds | Nintendo EAD   | Nintendo 3DS                            | Nintendo    |
| 2015  | Splatoon                                   | Nintendo EAD   | Wii U                                   | Nintendo    |
| 2015  | Animal Crossing: Happy Home Designer       | Nintendo EAD   | Nintendo 3DS                            | Nintendo    |
| 2017  | The Legend of Zelda: Breath of the Wild    | Nintendo EPD 3 | Wii U Nintendo Switch Nintendo Switch 2 | Nintendo    |
| 2017  | Splatoon 2                                 | Nintendo EPD 5 | Nintendo Switch                         | Nintendo    |
| 2020  | Animal Crossing: New Horizons              | Nintendo EPD 5 | Nintendo Switch                         | Nintendo    |
| 2022  | Splatoon 3                                 | Nintendo EPD 5 | Nintendo Switch                         | Nintendo    |
| 2023  | The Legend of Zelda: Tears of the Kingdom  | Nintendo EPD 3 | Nintendo Switch Nintendo Switch 2       | Nintendo    |
| 2025  | Mario Kart World                           | Nintendo EPD 9 | Nintendo Switch 2                       | Nintendo    |